# Miss Teen World
Miss Teen World é um concurso internacional de beleza para adolescentes realizado no Equador.
O concurso internacional foi criado em 2001 por Cesar Montece, seu fundador.
A atual Miss Teen World é a brasileira Luana Pestana.

## Responsabilidade Social
O Miss Teen World é um concurso para adolescentes que aposta na responsabilidade social, por isso a seu fundador arrecadou 50% da venda de bilhetes do concurso para ajudar o Centro de Pediatria Social e Reabilitação denominado "Kinderzentrum" em conjunto com o Fundação "Herta Seebass" com sede no Equador que ajuda crianças de 0 a 12 anos com síndrome de Down, paralisia cerebral, autismo, hiperatividade, problemas de linguagem e físicos, congênitos ou adquiridos.
A organização é dirigida por Rodrigo Moreira, seu atual presidente que, desde que assumiu o cargo, iniciou uma campanha de arrecadação Pediasure para ajudar a conscientizar sobre o câncer infantil e doar crianças com tratamento no en:Sociedad de Lucha Contra el Cancer SOLCA, também cada competidor traz consigo presentes que são doados para crianças da área pediátrica e intensiva.
Nesse contexto, Tyana Maldonado, Miss Teen World 2020, da República Dominicana, participou do evento St. Jude Walk / Run 5k, realizado nos Estados Unidos para arrecadar dinheiro para investigação sobre o câncer infantil e crianças do hospital en:St. Jude Children's Research Hospital, quienes tienen la oportunidad de receber tratamentos independentemente da situação econômica de sua família.

## Histórico

### Vencedoras
| Ano   | Vencedora              | País                 | Local do Evento  |   |
| 2001  | Morgana Montes         | Brasil               | Salinas          |   |
| 2002  | Alia Sumar             | Peru                 | Salinas          |   |
| 2003  | Kaylan Hamel           | África do Sul        | Guayaquil        |   |
| 2004  | Noelé Joubert          | África do Sul        | Guayaquil        |   |
| 2005  | Charlotte Smith        | África do Sul        | Guayaquil        |   |
| 2006  | Mariela Martinez       | Porto Rico           | Guayaquil        |   |
| 2007  | María Julia Gonzáles   | Peru                 | Babahoyo         |   |
| 2008  | Iliana Gallardo        | Equador              | Guayaquil        |   |
| 2009  | Korina Rivadeneira     | Venezuela            | Guayaquil        |   |
| 2009  | Amy Jackson            | Reino Unido          | Honolulu         |   |
| 2010  | Tayla Robinson         | África do Sul        | Houston          |   |
| 2011  | Anastasia Sidiropoulou | Grécia               | Houston          |   |
| 2012  | Gabrielle Marinho      | Brasil               | Houston          |   |
| 2012  | Maria Angelica Jacotte | Venezuela            | Puyo             |   |
| 2013  | —                      | —                    | —                | — |
| 2014  | Sheisa Blasini         | Porto Rico           | Guayaquil        |   |
| 2015  | Angie Larrea           | Equador              | Guayaquil        |   |
| 2016  | Luana Passos           | Brasil               | Cidade do Panamá |   |
| 2017  | Dannelys Barrios       | Panamá               | Cidade do Panamá |   |
| 2018  | —                      | —                    | —                | — |
| 2019  | Zury Ruiz              | Aruba                | Guayaquil        |   |
| 20201 | Tyana Maldonado        | República Dominicana | Providence       |   |
| 2021  | Luna Velandia          | Colombia             | Guayaquil        |   |
| 2022  | Gugulethu Mayisela     | África do Sul        | Guayaquil        |   |
| 2023  | Nachalee Creser        | África do Sul        | Guayaquil\|      |   |
| 2024  | Luana Pestana          | Brasil               | Lima             |   |

## Desempenho Brasileiro
O concurso que seleciona a representante do Brasil no concurso é o "Miss Brasil Teen".
| Ano  | Estado      | Representante   | Classificação | R     |
| 2023 | Mato Grosso | Hévelyn Pereira |               | [ 5 ] |